# 世田谷区立山野小学校
世田谷区立山野小学校（せたがやくりつ やまのしょうがっこう）は、東京都世田谷区砧にある公立小学校である。

## 概要
2010年度から、義務教育9年間全体を通して質の高い学校教育を推進することを内容とする「世田谷9年教育」の一環として、区内で近接する世田谷区立砧中学校、世田谷区立砧小学校、世田谷区立明正小学校とともに学校グループ「砧の学び舎」を構成している。また、年々児童が増加傾向にある（平成31年4月5日現在の児童数は1089名であり、第1学年は7クラス、3・5・6学年は5クラス、2・4学年は6クラスある）。地域運営校、避難所にも指定されている。

## 沿革
1963年6月26日の第1期校舎落成（開校記念日）後、1964年4月に当時、生徒数が急増していた世田谷区立砧小学校の分校として開校。初代校長に綿引健三が就任。同年11月には校章を発表。1966年に校歌制定。2018年には新校舎落成。
| 年     | 山野小学校の主なあゆみ          | 月日     |
| 1963年 | 第1期校舎落成（開校記念日）     | 6月26日  |
|        | 世田谷区立山野小学校設立開校    | 9月1日   |
| 1964年 | 世田谷区立山野小学校設立開校    | 4月1日   |
|        | 校章発表会                      | 11月21日 |
| 1965年 | プール完成                      | 7月28日  |
| 1966年 | 校歌制定発表会                  | 1月29日  |
| 1968年 | 体育館落成                      | 3月19日  |
| 1968年 | 開校5周年記念式典挙行           | 10月26日 |
| 1978年 | 第2運動場完成                   | 4月11日  |
| 2001年 | パソコンルーム完成              | 8月31日  |
| 1993年 | 開校 30 周年記念式典挙行        | 7月3日   |
| 1996年 | 中央校舎トイレ全面改修工事終了  | 10月24日 |
| 2002年 | 新BOP室完成                     | 3月25日  |
| 2003年 | 開校40周年記念式典挙行          | 11月1日  |
| 2007年 | 防犯カメラ設置工事完了          | 3月19日  |
| 2010年 | 地域運営学校指定 砧の学び舎創設 | 4月1日   |
| 2013年 | 開校50周年記念式典・祝賀会挙行  | 10月12日 |
| 2016年 | 仮設校舎利用開始                | 3月28日  |
| 2018年 | 新校舎落成記念式典挙行          | 5月12日  |
| 2019年 | 第1校庭改修工事完了             | 5月18日  |

## 教員組織
以下の図は、世田谷区立山野小学校における教員組織である。なお、令和元年5月1日現在のものである。
人数の増加によって、副校長が1名から2名に変更された。
| 役職名               | 人数 |
| -------------------- | ---- |
| 校長                 | 1    |
| 副校長               | 2    |
| 学校経営主任         | 1    |
| 主幹教諭             | 2    |
| 主任教諭             | 8    |
| 教諭                 | 30   |
| 養護教諭             | 2    |
| 非常勤教員           | 1    |
| 栄養士               | 1    |
| スクールカウンセラー | 2    |
| 包学校括支援員       | 2    |
| 講師                 | 13   |
| 事務主事             | 2    |
| 学校主事             | 6    |
| 学校警備             | 5    |

## 通学区域
- 砧1丁目（一部）・2～4丁目・6丁目[6]

## 進学先中学校
- 世田谷区立砧中学校（一部、世田谷区立桜丘中学校への越境がある）[1]

## アクセス
- 東急バス、山野小学校バス停より徒歩2分
- 小田急小田原線、祖師ヶ谷大蔵駅より徒歩8分[1]